# 1348

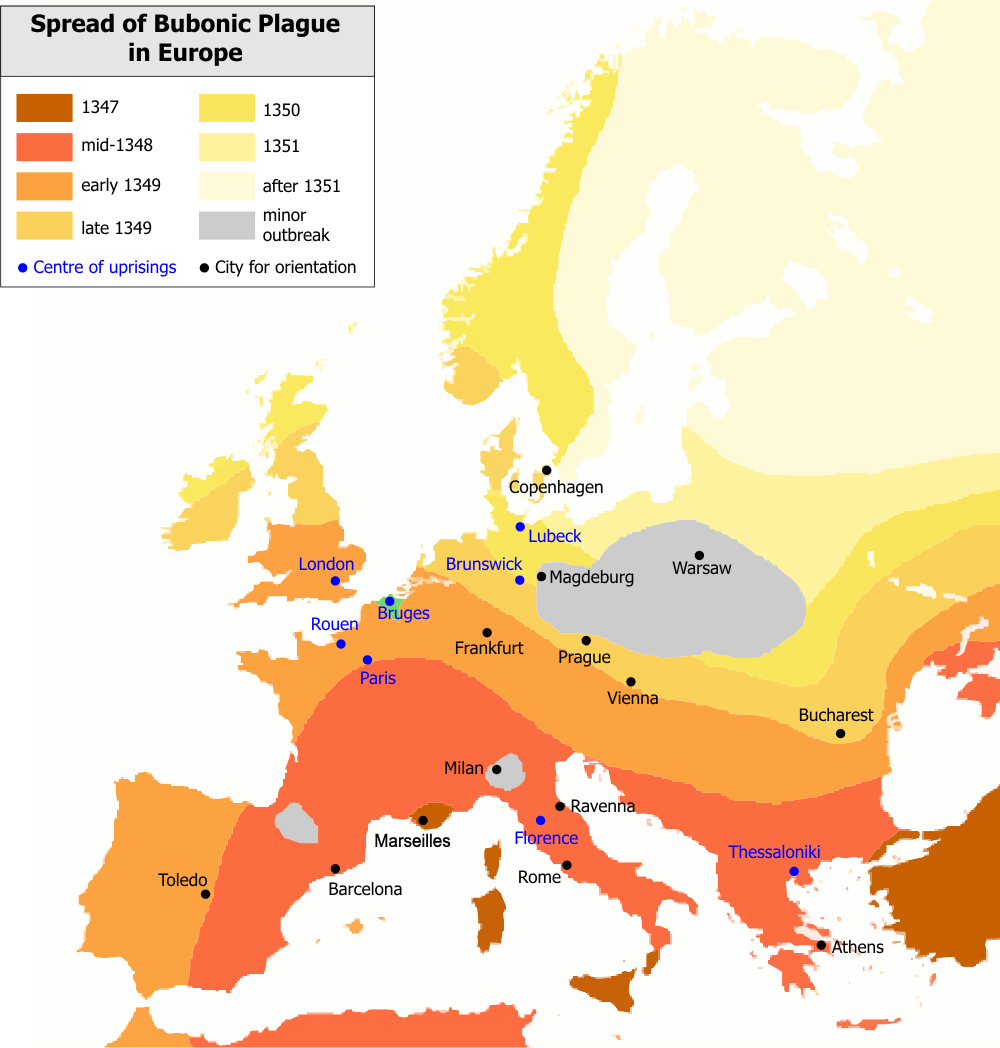
De verspreiding van de Zwarte Dood

Het jaar 1348 is het 48e jaar in de 14e eeuw volgens de christelijke jaartelling.

## Gebeurtenissen
januari
- 25 - Er vindt een grote aardbeving plaats in de regio Venetië, waarbij honderden gewonden vallen en gebouwen worden vernield.

april
- 7 - Karel IV, koning van Bohemen, kent met een Gouden Bul de universiteit van Praag haar privileges en immuniteit voor de kerkelijke macht toe.
- 23 - De Orde van de Kousenband van het Britse koningshuis wordt opgericht.

juni
- juni - De zwarte dood grijpt om zich heen in Londen.

juli
- 21 - Slag bij Épila: Koning Peter IV verslaat de Unie van Aragon.

september
- 2 - De Zwarte Dood, die Europa in haar greep heeft, eist ook het leven van de Engelse koningsdochter Johanna.
- 26 - Paus Clemens VI bestempelt in zijn bul Quamvis Perfidiam de beschuldigingen dat de joden door vergiftiging van de waterbronnen de Zwarte dood hebben veroorzaakt, als "bijgeloof". De paus heeft zich laten adviseren door de medicus Guy de Chauliac.

zonder datum
- Keizer Johannes VI Kantakouzenos sticht het Despotaat Morea voor zijn zoon Manuel Kantakouzenos
- Stefan Uroš IV Dušan van Servië verovert Thessalië en Epirus.
- Verdrag van Bolotovo: Novgorod erkent de onafhankelijkheid van Pskov.
- In Málaga worden het Alcazaba en het Kasteel op Gibralfaro voltooid.
- Het vorstendom Mecklenburg wordt verheven tot hertogdom.
- De Nieuwe Stad van Praag wordt gesticht.
- Oudst bekende vermelding: Terheijden

## Opvolging
- Anhalt-Bernburg - Bernhard III opgevolgd door zijn zoon Bernhard IV
- Augsburg - Hendrik III van Schönegg opgevolgd door Marquard I van Randeck
- Baden-Baden - Rudolf IV opgevolgd door zijn zoon Frederik III
- Baden-Pforzheim - Rudolf IV opgevolgd door zijn zoon Rudolf V
- Berg - Adolf VI opgevolg door Gerard
- Japan (noordelijk troonpretendent) - Komyo opgevolgd door zijn neef Suko
- Malta - Frederik van Sicilië

## Afbeeldingen

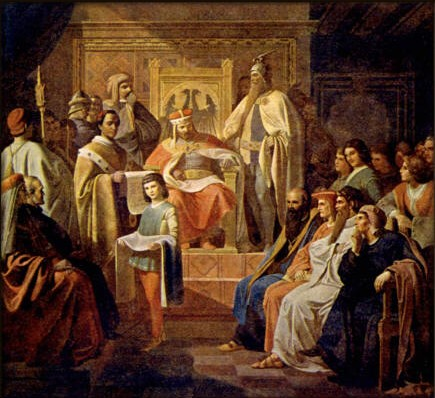
Stichting van de Universiteit van Praag
Orde van de Kouseband
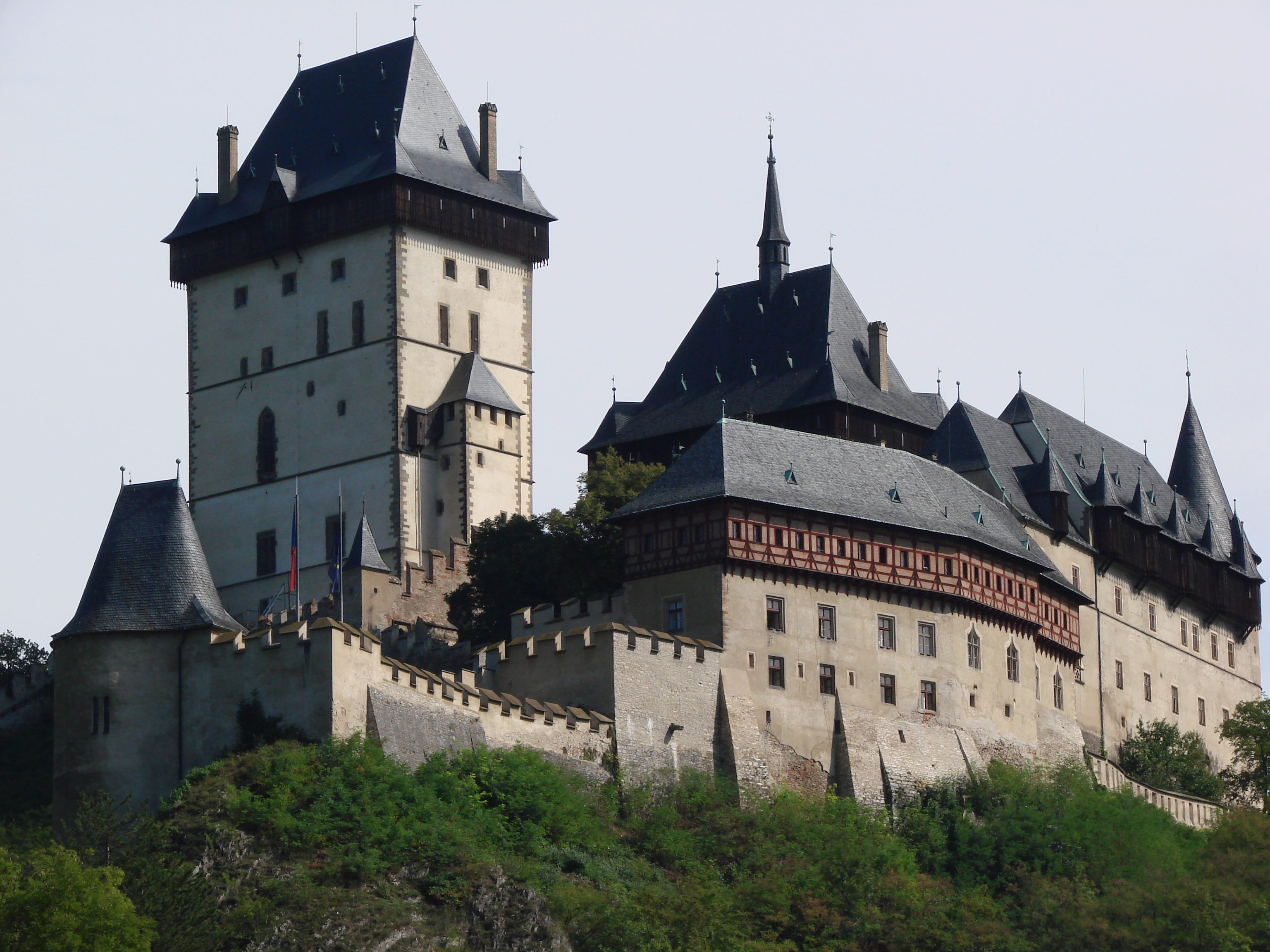
Kasteel Karlstein, Tsjechië, gebouwd 1348
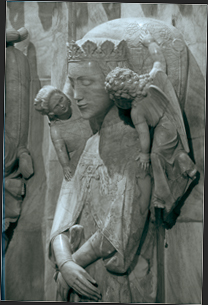
graftombe van Eleonora van Portugal

## Geboren
- Wenceslaus II van Legnica, Silezisch edelman en bisschop
- Willem Fillastre de Oude, Frans kardinaal
- Andronikos IV Palaiologos, tegenkeizer van Byzantium (1376-1379) (jaartal bij benadering)
- Willem I/II, graaf en hertog van Berg (jaartal bij benadering)

## Overleden
- 2 februari - Simon van Cascia, Italiaans geestelijke
- 3 april - Adolf VI, graaf van Berg
- 13 juni - Juan Manuel van Peñafiel (66), Castiliaans schrijver
- 25 juni - Rudolf IV van Baden-Pforzheim, Duits edelman
- 20 augustus - Bernhard III van Anhalt, Duits edelman
- 2 september - Johanna (~14), Engels prinses (Zwarte Dood)
- 29 oktober - Eleonora van Portugal (20), echtgenote van Peter IV van Aragon (Zwarte Dood)
- 2 december - Hanazono (51), keizer van Japan (1308-1318)
- Ambrogio Lorenzetti (~58), Italiaans schilder
- Bonaventure Tolomei, Italiaans monnik
- Hugh de Courtenay (21), Engels edelman
- Pietro Lorenzetti (~68), Italiaans schilder (Zwarte Dood)

## Trivia
- De Decamerone speelt zich af in Florence in 1348, tijdens de pestepidemie